# 元江花椒
元江花椒（学名：Zanthoxylum yuanjiangense）为芸香科花椒属下的一个种。种加词yuanjiangense 意为“元江的”。